# Titularerzbistum Petra in Palaestina
Petra in Palaestina (italienisch Petra di Palestina) ist ein Titularerzbistum der römisch-katholischen Kirche.
Der antike und frühneuzeitliche (Erz-)Bischofssitz lag in der gleichnamigen Stadt Petra im heutigen Jordanien, nach der auch die Kirchenprovinz Petra bezeichnet wurde, auch Arabia secunda genannt. Zum antiken und frühneuzeitlichen Erzbistum gehörten die Suffraganbistümer Aela, Arad, Areopolis, Arindela, Bacatha in Palaestina, Charac-Moba und Elusa.
Dieser Erzbischofssitz ging mit den Suffraganbistümer nach der arabischen Eroberung 636 unter. Bei Ankunft der Kreuzfahrer war auch die Stadt Petra nicht mehr bewohnt. 1168 wurde ein neues Erzbistum Petra gegründet, das als Diözese an das antike Palaestina salutaris anknüpfen sollte. Es umfasste damals aber nur die Herrschaft Oultrejordain (im Wesentlichen die Gebiete um Montreal und Karak im heutigen Jordanien). Da das namensgebende Petra unbewohnt war, wurde der Sitz des Erzbistums in Karak eingerichtet. Der Erzbischof von Petra war ein Suffragan des Patriarchen von Jerusalem und hatte selbst nur einen Suffragan, den griechisch-orthodoxen Abt des Katharinen-Klosters am Berg Sinai – auch wenn der Einfluss der Kreuzfahrer selten bis dorthin reichte. Mit der Eroberung von Karak 1189 durch die Muslime ging auch dieser Bischofssitz wieder unter. Der Erzbischofstitel wurde anscheinend noch bis in das 13. Jahrhundert (15. Jahrhundert?) weiter vergeben (archiepiscopus in partibus infidelium).
Im 17. Jahrhundert wurde das Titularerzbistum Petra begründet, das nur aus dem Titel Erzbischof von Petra bestand.

## Titularerzbischöfe
| Titularerzbischöfe von Petra in Palaestina |                                                  |                                                                                                 |                    |                    |
| Nr.                                        | Name                                             | Amt                                                                                             | von                | bis                |
| 1                                          | Antonio Viedma Chaves                            | OPraed., wurde 1631 Bischof von Almería                                                         | 20. März 1623      | 8. März 1631       |
| 2                                          | Vicente Agustín Claveria                         | wurde 1639 Bischof von Bosa                                                                     | 28. Juli 1631      | 27. Juni 1639      |
| 3                                          | François de Montmorency-Laval                    | ab 1658 Apostolischer Vikar von Neufrankreich, wurde 1674 erster Erzbischof von Québec (Kanada) | 11. April 1658     | 1. Oktober 1674    |
| 4                                          | Wojciech Stawowski                               |                                                                                                 | 23. März 1676      | 20. Juni 1693 (†)  |
| 5                                          | Antonio Saverio Gentili                          | Kurienkardinal                                                                                  | 17. März 1727      | 24. September 1731 |
| 6                                          | Federico Marcello Lante Montefeltro Della Rovere |                                                                                                 | 1. Oktober 1732    | 9. September 1743  |
| 7                                          | Filippo Acciaiuoli (Acciajuoli)                  | Apostolischer Nuntius                                                                           | 2. Dezember 1743   | 24. September 1759 |
| 8                                          | Giuseppe Simonetti                               | später Kardinal                                                                                 | 25. Mai 1761       | 26. September 1766 |
| 9                                          | Francesco Saverio de Zelada                      | Kurienkardinal                                                                                  | 23. Dezember 1766  | 19. April 1773     |
| 10                                         | Bernadino Muti                                   |                                                                                                 | 13. September 1773 | 31. August 1781    |
| 11                                         | Giuseppe Firrao                                  | Kurienkardinal                                                                                  | 25. Februar 1782   | 23. Februar 1801   |
| 12                                         | Antonio Gabriele Severoli                        | Apostolischer Nuntius, später Kardinal                                                          | 28. September 1801 | 11. Januar 1808    |
| 13                                         | Alessandro Giustiniani                           | Kurienkardinal                                                                                  | 19. April 1822     | 2. Juli 1832       |
| 14                                         | Julien-Marie Hillereau                           | Kurienkardinal                                                                                  | 14. Juni 1833      | 1. März 1855       |
| 15                                         | Pietro de Villanova Castellacci                  | später Patriarch von Antiochien                                                                 | 30. März 1855      | 28. Februar 1878   |
| 16                                         | Giuseppe Aggarbati                               | OESA                                                                                            | 12. Mai 1879       | 24. Mai 1880       |
| 17                                         | Michael Augustine Corrigan                       | Koadjutorerzbischof von New York (USA)                                                          | 1. Oktober 1880    | 10. Oktober 1885   |
| 18                                         | Fulco Luigi Ruffo-Scilla                         | später Kurienkardinal                                                                           | 23. Mai 1887       | 14. Dezember 1891  |
| 19                                         | Girolamo Maria Gotti                             | OCD, später Kurienkardinal                                                                      | 22. März 1892      | 29. November 1895  |
| 20                                         | Pietro Gonzalez Carlo Duval                      | OP, Apostolischer Delegat                                                                       | 29. November 1895  | 31. Juli 1904      |
| 21                                         | Bernardino Nozaleda y Villa                      | OP, emeritierter Erzbischof von Valencia (Spanien)                                              | 11. Dezember 1905  | 7. Oktober 1927    |
| 22                                         | Emilio Ferrais                                   |                                                                                                 | 22. Juni 1928      | 7. Dezember 1928   |
| 23                                         | Luigi Sincero                                    | Kurienkardinal                                                                                  | 11. Januar 1929    | 13. März 1929      |
| 24                                         | Angelo Bartolomasi                               | Militärerzbischof von Italien                                                                   | 23. April 1929     | 28. Februar 1959   |
| 25                                         | Evelio Díaz Cía                                  | Koadjutorerzbischof von San Cristóbal de la Habana (Kuba)                                       | 14. November 1959  | 21. März 1963      |
| 26                                         | Alfredo Silva Santiago                           | emeritierter Erzbischof von Concepción (Chile)                                                  | 27. April 1963     | 4. Dezember 1970   |